# 南昆铁路
南昆铁路是连接广西南宁与雲南昆明的一条铁路线，途径广西、贵州和云南三省区，全長898.7公里。南昆铁路东与湘桂铁路、黎湛铁路、南防铁路相接，西接成昆铁路和沪昆铁路，是中国南方的东西向运输大干线，构成了中国西南地区便捷的出海通路。
南昆铁路东起广西南宁，在湘桂铁路金鸡村和江西村之间向西分歧，至贵州品甸由中国铁路南宁局集团管辖。从贵州威舍起由中国铁路昆明局集团管辖，在昆明东站汇入沪昆铁路。在威舍以西昆明局管内向北分歧出威红支线。

## 建筑历史
东段南宁至平果段于1990年12月动工，西段昆明市石林至施家咀1991年12月动工。1997年3月18日全线铺通，1997年12月1日起交柳州、昆明铁路局运营归管，昆明铁路局为此将撤编不久的开远铁路分局职工分流至南昆线沿线。1998年12月25日，正式通过国家验收。

## 运输能力
自开通运营以来，南昆铁路运量不断增长，2003年经南昆线外运的煤炭、钢铁、金属矿石分别增至2003年的939万吨、247万吨和301万吨。最大区段客流密度也由1999年单方向60万人次增至2003年的118万人次。
南昆铁路建设时电气化工程牵引变电所的分布是在远期（2005年）输送能力为2000万吨基础上安排，牵引供电设备是在1998年调整运量的基础上配置的。随着运量逐年大幅度增长，南昆铁路原来的牵引供电能力已难满足要求。多次牵引重载试验均证明，南昆铁路电力系统110千伏供电电网薄弱、韶山7型机车功率因数过低，已造成既有牵引供电能力不足，设备能力已超负荷运行。2004年12月，南昆铁路供电扩能改造工程动工，工程包括更换铜合金承力索、增设串联电容补偿装置、更换主变压器、设机车不断电自动过分相装置等。改造完成后，南昆铁路上机车牵引能力提高到4000吨。
2014年12月，南昆铁路二線南寧至百色段正式動工興建，工程完成後，运输能力将由2700万吨提升至11000万吨，解決南昆铁路南宁至百色段运输能力不足的問題，有效提高西南至华南至港口地区铁路通道能力，增强云贵地区煤炭外运能力，扩大北部湾港口群对西南地区辐射范围，推动西部地区的开发和泛珠三角地区、环北部湾经济圈发展。工程已於2017年12月28日竣工開通。

## 主要技术指标
- 线路等级：国家铁路I级干线，雙線電氣化鐵路（南寧至百色段），单线电气化铁路（百色至昆明段）
- 限制坡度：南宁—百色区间6‰，百色—威舍—昆明区间及红果联络线的限制坡度另定
- 最小曲线半径： 1000m（一般），南宁—百色区间600m（困难），百色—威舍—昆明及红果联络线400m（困难）
- 牵引种类：电力牵引，初期南宁—百色区间采用前进型蒸汽机车牵引过渡
- 机车类型：韶山3型电力机车，南宁—威舍区间预留韶山4型电力机车
- 到发线有效长度：850m，南宁—威舍—昆明区间预留1050m
- 隧道净空：电气化净空
- 桥梁等级：中一活载
- 线路上部建筑：初期按次重型配置，50公斤/m新轨
- 闭塞方式：半自动闭塞

## 重大事故
2005年3月17日凌晨2时30分，柳州铁路局南宁机务段的韶山7B型0001号机车，牵引45224次空油罐列车（编组57辆，总重4471吨）经由南昆铁路运行，运行至汪甸至田丁间K255+200处时，因铁路左侧山体突然滑坡，导致机车及机后第15、16位车辆脱轨，机后第1～14位车辆颠覆，中断正线行车28小时；机车报废1台，车辆报废13辆、大破3辆、小破1辆；直接经济损失约480万元人民币。